# تاکاشی کوروسو
تاکاشی کوروسو (انگلیسی: Takashi Kurosu؛ زادهٔ ۱۸ سپتامبر ۱۹۶۸) بازیکن بیسبال، و کاردان فنی اهل ژاپن است.